# Jöjj vissza hozzám!
A "Jöjj vissza hozzám!" (Come Back to Me) a Született feleségek (Desperate Housewives) című amerikai filmsorozat tizedik epizódja. Az Amerikai Egyesült Államokban először az ABC (American Broadcasting Company) adó sugározta 2004. december 19-én.

## Szereplők
- - Susan Mayer – Teri Hatcher
  - Lynette Scavo – Felicity Huffman
  - Bree Van De Kamp – Marcia Cross
  - Gabrielle Solis – Eva Longoria
  - Mary Alice Young – Brenda Strong
  - Mike Delfino – Jamie Denton
  - Edie Britt – Nicollette Sheridan
  - Paul Young – Mark Moses
  - Zach Young – Kody Cash
  - Carlos Solis – Richardo Antonio Chavira
  - Rex van de Kamp – Steven Culp
  - Tom Scavo – Doug Savant
  - John Rowland – Jesse MetCalfe
  - Julie Mayer – Andrea Bowen
  - Martha Huber – Christine Estabrook
  - Preston Scavo – Brent Kinsman
  - Porter Scavo – Shane Kinsman
  - Juanita Solis (Solis Mama) – Lupe Ontiveros
  - Noah Taylor – Bob Gunton
  - Maisy Gibbons – Sharon Lawrence
  - Dr. Albert Goldfine – Sam Lloyd
  - Jordana Geist – Stacey Travis
  - Dr. Sicher – Gregg Daniel
  - Danielle Van De Kamp – Joy Lauren
  - Mrs. Truesdale – Shannon O'Hurley
  - Yao Lin – Lucille Soong
  - Ida Greenberg – Pat Crawford Brown
  - Jerry Shaw – Richard Roundtree
  - Dr. Chang – Freda Foh Shen
  - Crowley atya – Jeff Doucette

## Mary Alice epizódzáró monológja
- A narrátor, Mary Alice monológja az epizód végén így hangzik (a magyar változat alapján):

"A bizalom törékeny kincs. Ha egyszer elnyertük, óriási szabadságot kapunk általa. De ha egyszer elvész, olykor lehetetlen visszaszerezni. Az igazság persze az, hogy sose tudhatjuk, hogy kiben bízhatunk. Azok, akik legközelebb állnak hozzánk, becsaphatnak, és idegenek siethetnek megmentésünkre. Végül a legtöbb ember úgy dönt, hogy csak önmagában bízhat. Így kerülheti el legegyszerűbben azt, hogy megégesse magát."

## Epizódcímek szerte a világban
- Angol: Come Back to Me (Jöjj vissza hozzám!)
- Francia: Une voisine nommée désir
- Német: Versteckspiele (Bújócska)
- Olasz: Torna da me (Jöjjön vissza hozzám!)